# La Vieille-Lyre (La Vieille-Lyre)
La Vieille-Lyre ist eine Ortschaft und eine ehemalige französische Gemeinde mit 621 Einwohnern (Stand: 1. Januar 2019) im Département Eure in der Region Normandie (vor 2016 Haute-Normandie). Sie gehört zum Arrondissement Bernay und zum Kanton Breteuil.
Mit Wirkung vom 1. Januar 2019 wurden die früheren Gemeinden La Vieille-Lyre und Champignolles zur namensgleichen Commune nouvelle La Vieille-Lyre zusammengeschlossen und haben dort den Status einer Commune déléguée. Der Verwaltungssitz befindet sich im Ort La Vieille-Lyre.

## Bevölkerungsentwicklung
| Jahr      | 1962 | 1968 | 1975 | 1982 | 1990 | 1999 | 2008 |
| --------- | ---- | ---- | ---- | ---- | ---- | ---- | ---- |
| Einwohner | 514  | 554  | 607  | 624  | 577  | 608  | 626  |

## Sehenswürdigkeiten
- Abtei Notre-Dame de Lyre
- Kirche Saint-Pierre

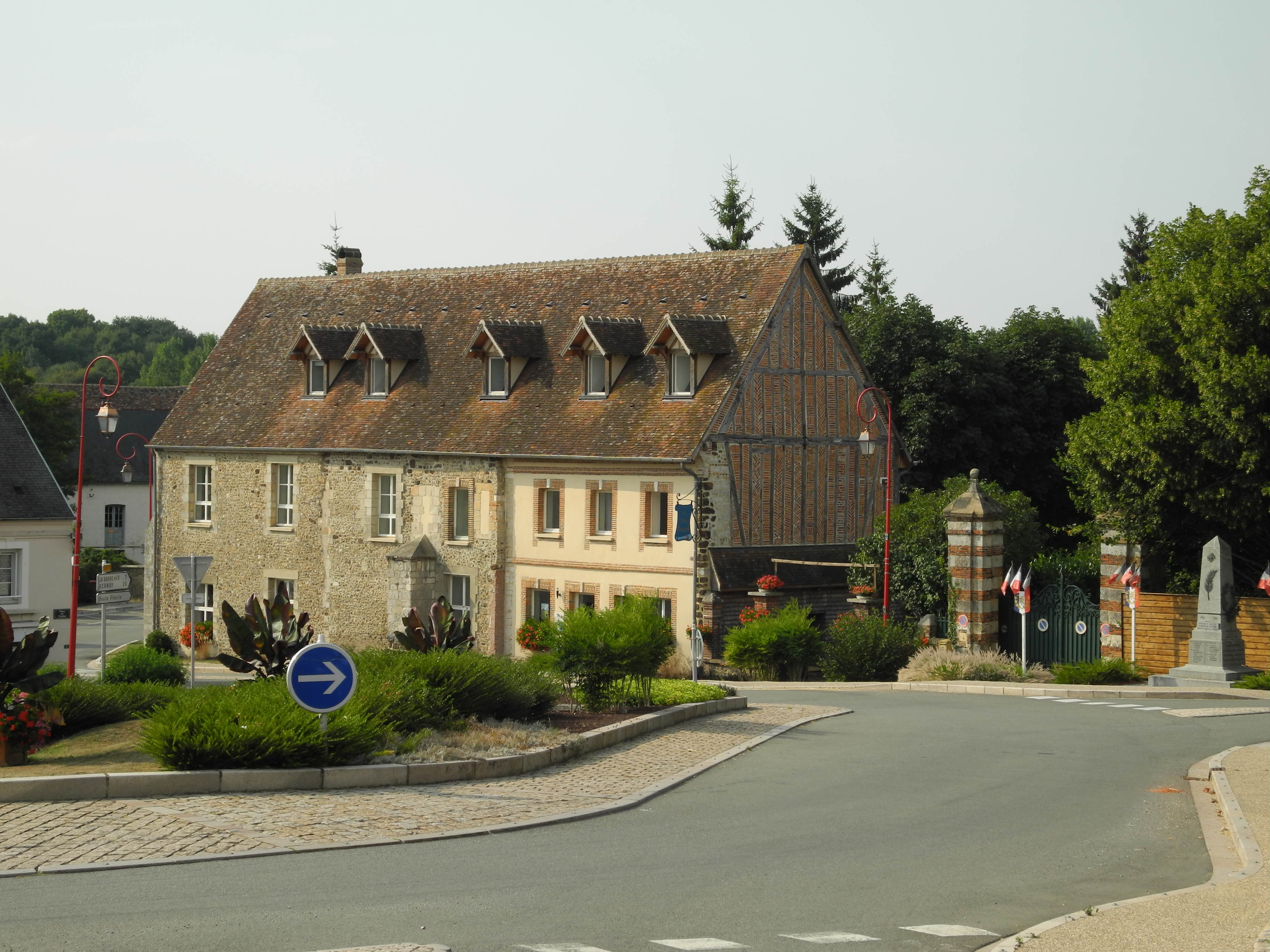
Notre-Dame de Lyre
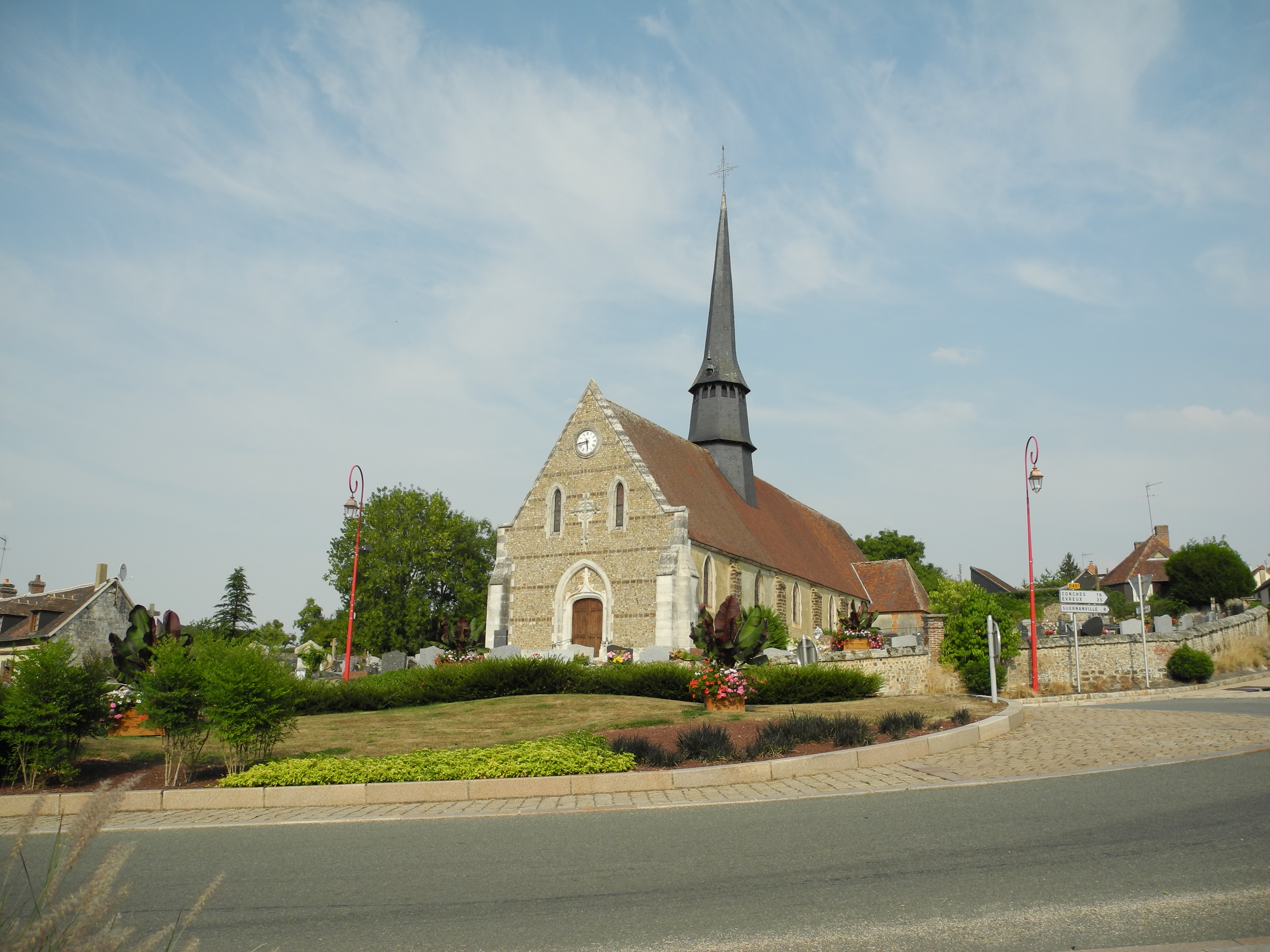
Kirche Saint-Pierre